# Colias cocandica
Colias cocandica is een vlindersoort uit de familie van de Pieridae (witjes), onderfamilie Coliadinae.
Colias cocandica werd in 1874 beschreven door Erschoff.